# Racing Destruction Set
Racing Destruction Set è un videogioco simulatore di guida pubblicato nel 1985 per Atari 8-bit e Commodore 64 dalla Electronic Arts. È dotato di visuale isometrica, modalità multigiocatore a schermo diviso e opzione per il combattimento. Una sua particolarità innovativa era la possibilità di creare circuiti personalizzati componendo pezzi, come nelle piste giocattolo; il titolo è infatti un gioco di parole con construction set, termine spesso usato all'epoca per i giochi incentrati su un editor di livelli avanzato. L'idea venne imitata lo stesso anno da Fast Tracks.

## Modalità di gioco
Si corrono sempre gare tra due concorrenti, controllati da un giocatore e dal computer, da due giocatori, o entrambi dal computer in modalità demo. In ogni caso lo schermo è diviso orizzontalmente e ciascuna metà inquadra uno dei veicoli. La visuale è isometrica a scorrimento in tutte le direzioni e le piste sono tridimensionali, con saliscendi ed effetti sui veicoli che si inclinano, saltano e possono anche temporaneamente capottare. Si possono alternare fondi asfaltati, sterrati e ghiacciati.
I controlli di guida sono soltanto accelerazione, freno e sterzo a 360°. Inoltre i veicoli tendono a seguire automaticamente la corsia in cui si trovano, nello stile delle slot car, facendo da soli le curve, purché velocità e tenuta siano adeguate. Si può gareggiare in modalità normale oppure distruttiva, nel qual caso i veicoli sono dotati anche di armi per disturbare o danneggiare l'avversario: possono sganciare mine oppure olio, e avere armatura difensiva e armatura offensiva in caso di scontro con l'avversario.
Le opzioni di gioco sono numerose e impostate con una serie di menù testuali controllati con il joystick. Ci sono 50 piste predefinite e 10 possibili veicoli, che comprendono vari tipi di auto e moto, da corsa o fuoristrada, un pick-up e perfino un rover lunare. I veicoli differiscono per tenuta nei tre tipi di terreno, peso, velocità massima, accelerazione e resistenza agli urti. Per ciascun concorrente si può scegliere un diverso tipo di veicolo e in parte personalizzarlo, cambiando cilindrata, tipo di gomme ed eventuali armi per la modalità distruttiva, ma tenendo conto del peso. Per tutta la pista si può modificare la forza di gravità, tra 14 valori corrispondenti a diversi corpi celesti, e l'aspetto estetico, tra quattro tipi di fondali. Sono regolabili inoltre l'abilità del computer e la difficoltà generale: a seconda del livello, gli incidenti riducono più o meno la potenza dei veicoli, fino anche a fermarsi del tutto ed essere eliminati dalla gara. 
L'editor di livelli si controlla con il joystick e un cursore. Sono disponibili 20 tipi di pezzi di tracciato; quando si seleziona l'icona di un pezzo, esso viene visualizzato in grandezza naturale ed è possibile cambiarne altezza, larghezza e tipo di superficie, e infine posizionarlo su una mappa di tutta la pista. I circuiti creati si possono salvare su disco, come anche i veicoli personalizzati.